# ریور رنچ (نوادا)
ریور رنچ (به انگلیسی: River Ranch) یک منطقهٔ مسکونی در ایالات متحده آمریکا است که در نوادا واقع شده‌است. ریور رنچ ۱٬۶۰۹ متر بالاتر از سطح دریا واقع شده‌است.